# Ju Ji-hoon
Ju Ji-hoon (hangul: 주지훈, także zapisywane jako Joo Ji-hoon; ur. 16 maja 1982 w Seulu) – południowokoreański aktor. Jego pierwszą główną rolą była rola księcia w serialu Goong z 2006 roku. Jego inne znane role to Mawang, Antique i Gamyeon.

## Życiorys

### Wczesne życie
W 2003 roku zadebiutował jako model w reklamach dla marek odzieżowych takich jak Calvin Klein, Levi’s, czy Reebok. Zdobył kilka nagród za modeling. Ukończył e-biznes w Tongwon University w Gwangju oraz aktorstwo na Kyonggi University w Suwon.

### 2006–2008: Debiut aktorski i uznanie
Ju Ji-hoon zadebiutował w serialu Old Love, ale to serial z 2006 roku, Goong, przyniósł mu popularność. Serial okazał się hitem w kraju z najwyższą oglądalnością 28,3%, a także popularność w całej Azji, czyniąc go gwiazdą Hallyu. W 2006 roku zdobył nagrodę dla najlepszego nowego aktora podczas MBC Drama Awards wraz z Yoon Eun-hye.
W marcu 2007 roku Ju zagrał w serialu Mawang stacji KBS2, u boku Uhm Tae-woong i Shin Min-ah. W tym samym miesiącu za role w Goong i Mawang otrzymał nagrodę „New Asian Star” podczas 1st Astar TV Drama Awards, która odbyła się 30 marca w COEX, w Seulu.
Ju zadebiutował w 2008 roku w filmie Antique będącym adaptacją mangi Antique Bakery. Film został zaproszony na 59. Międzynarodowy Festiwal Filmowy w Berlinie. Następnie ponownie zagrał u boku Shin Min-ah w komedii romantycznej Kitchen.

### 2009: Skandal narkotykowy
27 kwietnia 2009 roku został aresztowany przez Seoul Metropolitan Police za posiadanie narkotyków. Został aresztowany wraz z 15 innymi osobami i aktorką zidentyfikowanych jako Yoon pod zarzutem dostarczania ekstazy. 23 czerwca 2009 roku Ju przyznał się w sądzie do zażywania narkotyków ekstazy i ketaminy. Został skazany na sześć miesięcy więzienia w zawieszeniu na jeden rok, 120 godzin prac społecznych i grzywnę w wysokości 360 tys. wonów. Sąd zdecydował się na lżejszy wyrok ze względu na to, że aktor zażył narkotyki tylko kilka razy.

### 2010: Służba wojskowa
2 lutego 2010 roku Ju zaciągnął się do wojska, aby odbyć obowiązkową służbę wojskową, przez okres pięciu tygodni podstawowego treningu w 306. kontyngencie w Uijeongbu (Gyeonggi), a następnie przeszedł do służby czynnej w siłach rezerwowych. W sierpniu Ju zagrał wraz z aktorem Lee Joon-gi w wojskowym musicalu Voyage of Life (kor. 생명의 항해 Saengmyeong-ui hanghae). Musical upamiętniający 60. rocznicę wybuchu wojny koreańskiej został wyprodukowany wspólnie przez Ministerstwo Obrony Narodowej i Towarzystwo Muzycznego Teatru Korei. Musical był wystawiany od 21 do 29 sierpnia w Teatrze Narodowym Korei. Ju został zwolniony ze służby w dniu 21 listopada 2011 roku.

### Od 2011: KeyEast oraz powrót do aktorstwa
W styczniu 2011 roku, przed końcem służby wojskowej w listopadzie, Ju podpisał kontrakt z agencją KeyEast, należącą do aktora Bae Yong-joon.
W sierpniu 2012 roku, Ju miał swój comeback w filmie komediowym Naneun wang-iroso-ida. W inspirowanym powieścią Książę i żebrak filmie Ju wcielił się w podwójną rolę księcia Choong-nyung i niewolnika Deok-chila, w fikcyjnym okresie przed koronacją księcia na króla Sejonga. Następnie odegrał główną rolę jako pianista Yoo Ji-ho w melodramacie telewizyjnym Daseos-songalag, emitowanym od sierpnia do listopada 2012 roku i serialu Medical Top Team.
W 2014 roku Ju zadebiutował w Chinach w filmie Àiqíng xiányífàn (chn. 爱情嫌疑犯, ang. Love Suspicion). Ju zagrał też u boku Ji Sung i Lee Kwang-soo w filmie Joeun chingudeul.
W 2015 roku Ju zagrał w filmie Gansin, wyreżyserowanym przez Min Kyu-donga (Antique i Kitchen), a następnie w serialu Gamyeon, razem z Soo Ae. W 2016 roku wystąpił w filmie Asura: The City of Madness, którego premiera odbyła się na całym świecie podczas 41. Międzynarodowego Festiwalu Filmowego w Toronto. Zdobył nagrodę „Popular Film Star” podczas Korea Top Star Awards.

### Życie prywatne
9 maja 2014 roku agencje Ju Ji-hoona i Ga-in (członkini Brown Eyed Girls) potwierdziły, że para jest w związku. 7 lipca 2017 roku agencje Ju Ji-hoona i Ga-in potwierdziły, że się para się rozeszła.

## Filmografia

### Filmy
| Rok  | Tytuł                              | Rola            |
| ---- | ---------------------------------- | --------------- |
| 2008 | Antique                            | Kim Jin-hyeok   |
| 2009 | Kitchen                            | Park Du-re      |
| 2012 | Naneun wang-iroso-ida              | Yi Do/Deok-chil |
| 2013 | Gyeolhonjeon-ya                    | Kyung-soo       |
| 2014 | Àiqíng xiányífàn (chn. 爱情嫌疑犯) | Kang-han        |
| 2014 | Joeun chingudeul                   | In-chul         |
| 2015 | Gansin                             | Im Soong-jae    |
| 2016 | Asura: The City of Madness         | Moon Sun-mo     |
| 2017 | Singwa hamgge: joewa beol          | Hae Won-maek    |
| 2018 | Singwa hamgge: ingwa yeon          | Hae Won-maek    |
| 2018 | Gongjak                            |                 |
| 2018 | Murder of Man or Woman             | Kang Tae-oh     |

### Telewizja
| Rok  | Tytuł                         | Rola                            | Stacja telewizyjna |
| ---- | ----------------------------- | ------------------------------- | ------------------ |
| 2004 | Old Love (kor. 압구정 종갓집) |                                 | SBS                |
| 2006 | Goong                         | książę Lee Shin, następca tronu | MBC                |
| 2007 | Mawang                        | Oh Seung-ha                     | KBS2               |
| 2012 | Daseos-songalag               | Yoo Ji-ho                       | SBS                |
| 2013 | Medical Top Team              | Han Seung-jae                   | MBC                |
| 2015 | Gamyeon                       | Choi Min-woo                    | SBS                |
| 2018 | Kingdom                       | książę koronny                  | Netflix            |

### Programy rewiowe
| Rok  | Tytuł              | Stacja telewizyjna | Uwagi                    |
| ---- | ------------------ | ------------------ | ------------------------ |
| 2014 | Running Man        | SBS                | gościnnie (odc. 202-203) |
| 2016 | Infinity Challenge | MBC                | gościnnie (odc. 499-500) |

### Teledyski
| Rok  | Tytuł                  | Artysta           |
| ---- | ---------------------- | ----------------- |
| 2012 | „Cheoyeon” (kor. 처연) | Lowdown 30        |
| 2014 | „Fxxk U”               | Gain feat. Bumkey |

## Nagrody i nominacje
| Rok  | Nagroda                                    | Kategoria                                                          | Wynik     |
| ---- | ------------------------------------------ | ------------------------------------------------------------------ | --------- |
| 2004 | Korea Best Dresser Swan Awards             | Najlepszy model                                                    | Wygrana   |
| 2005 | Style Magazine                             | Most Stylish Male Model                                            | Wygrana   |
| 2005 | Korea Fashion Photography Association      | Najlepszy model                                                    | Wygrana   |
| 2005 | Korea Best Dresser Swan Awards             | Njlepszy model                                                     | Wygrana   |
| 2006 | 42. Baeksang Arts Awards                   | Najlepszy nowy aktor telewizyjny (Goong)                           | Nominacja |
| 2006 | MBC Drama Awards                           | Najlepszy nowy aktor (Goong)                                       | Wygrana   |
| 2007 | KBS Drama Awards                           | Excellence Award, Actor in a Miniseries (Mawang)                   | Nominacja |
| 2007 | 1st Astar TV Drama Awards                  | New Asian Star (Goong, Mawang)                                     | Wygrana   |
| 2007 | Asia Model Festival Awards                 | Model Star Award                                                   | Wygrana   |
| 2008 | Asia Model Festival Awards                 | Star Prize                                                         | Wygrana   |
| 2009 | 45. Baeksang Arts Awards                   | Najlepszy nowy aktor filmowy (Antique)                             | Nominacja |
| 2009 | 45. Baeksang Arts Awards                   | Najpopularniejszy aktor filmowy (Antique)                          | Wygrana   |
| 2011 | Daegu Musical Awards                       | Musicalowy aktor roku (Voyage of Life)                             | Wygrana   |
| 2012 | SBS Drama Awards                           | Excellence Award, Actor in a Weekend/Daily Drama (Daseos-songalag) | Nominacja |
| 2013 | 2. APAN Star Awards                        | Popular Star Award (Daseos-songalag)                               | Wygrana   |
| 2013 | MBC Drama Awards                           | Excellence Award, Actor in a Miniseries (Medical Top Team)         | Nominacja |
| 2015 | SBS Drama Awards                           | Excellent Actor Award for Drama Special (Gamyeon)                  | Wygrana   |
| 2015 | SBS Drama Awards                           | Top 10 Star Award (Gamyeon)                                        | Wygrana   |
| 2016 | The Night of Stars - Korea Top Star Awards | Popular Film Star Award (Asura)                                    | Wygrana   |